# On Stage (The Exploited)
On Stage è il primo album live della band Hardcore punk The Exploited pubblicato nel 1981 dalla "Exploited Record Company".
Contiene tracce da Punk's Not Dead, pubblicato qualche mese prima, che ottiene molto successo.

## Tracce
1. Cop Cars
2. Crashed Out
3. Dole Q
4. Dogs Of War
5. Army Life
6. Out Of Control
7. Ripper
8. Fuck The Mods
9. Exploited Barmy Army
10. Royalty
11. S.P.G.
12. Sex And Violence
13. Punks Not Dead
14. I Believe In Anarchy

## Formazione
- Wattie Buchan - voce
- Big John Duncan - chitarra e voce
- Gary McCormack - basso e voce
- Dru Stix - batteria
- Carole & Navi - cori